# Guivat Shmuel
Guivat Shmuel (en hebreu: גבעת שמואל) és una ciutat situada en el districte central d'Israel. Es troba en la part aquest de l'àrea metropolitana de Gush Dan i limita amb Ramat Gan i Bnei Brak a l'oest, Kiryat Ono al sud i Petah Tikva a l'est i al nord. En 2016 tenia 25.544 habitants.

## Història

### Torre d'aigua històrica
Guivat Shmuel va ser nomenat pel líder sionista romanès Samuel Pineles, fundador i president del Congrés Sionista a Focşani i vicepresident del Primer Congrés Sionista que va tenir lloc a Basilea. El 5 de novembre de 2007, el Ministre de l'interior israelià va acceptar una recomanació del comitè per canviar l'estat municipal de Guivat Shmuel a ciutat.

### Demografia
Givat Shmuel és la llar de la comunitat d'immigrants solitaris més gran d'Israel, amb aproximadament 950 estudiants, joves professionals i parelles. També té la taxa més alta d'emigració reeixida (la quantitat d'immigrants que romanen a Israel després de 5 anys en el país). Des de 2013, l'organització no governamental Nefesh B'Nefesh ha organitzat diversos esdeveniments i activitats, i treballa amb les autoritats locals per ampliar la programació. La comunitat local va crear una infraestructura per a les activitats de les persones de parla anglesa de la regió.

### Educació
En 2013, el 81.5 % dels estudiants d'educació secundària de Guivat Shmuel van completar els seus exàmens. Al sud-oest de Guivat Shmuel, es troba el campus de la Universitat Bar-Ilan. Encara que tècnicament es troba a Ramat Gan, el campus s'ha expandit en els darrers anys, i ara separa el sud de Guivat Shmuel de la resta de la ciutat.

### Lleure
Va ser establert un centre d'oci i esports en una àrea d'aproximadament de 32 dúnams, al nord-est de Guivat Shmuel, que incorpora pistes de tennis, gimnàs, piscines, una pista de patinatge, una cafeteria i altres serveis, juntament amb un parc aquàtic que cobreix un àrea de 5 dúnams.